# Вызов Дегранж-Коломбо 1958
11-й сезон Вызова Дегранж-Коломбо — велошоссейного сезонного турнира 1958 года.

## Обзор сезона
Календарь турнира претерпел изменения. Он пополнился ещё одним гранд-туром — им стала Вуэльта Испании, расположившиеся самой первой из многодневок в календаре. Таким образом, турнир стал состоять из 12 гонок — четыре в Бельгии, по три в Италии и Франции и по одной в Испании и Швейцарии. Представители Бельгии доминировали в однодневках — выиграв семь из восьми (за исключением Джиро ди Ломбардия) гонок.
Регламент турнира остался прежним. Он предусматривал начисление очков первым 15 гонщикам на каждой гонке (на гранд-турах очки удваивались). Чтобы быть классифицированным в итоговом рейтинге гонщик должен был принять участие минимум в одной гонке проводимой в каждой из стран-организаторов (Бельгия, Италия и Франция), участие в Испании и Швейцарии было не обязательным. Национальный рейтинг рассчитывался как сумма пяти лучших результатов гонщиков от страны на каждой из гонок.
Начисляемые очки
| Гонки / Место   | 1  | 2  | 3  | 4  | 5  | 6  | 7  | 8  | 9  | 10 | 11 | 12 | 13 | 14 | 15 |
| --------------- | -- | -- | -- | -- | -- | -- | -- | -- | -- | -- | -- | -- | -- | -- | -- |
| Гранд-туры      | 40 | 34 | 30 | 26 | 22 | 20 | 18 | 16 | 14 | 12 | 10 | 8  | 6  | 4  | 2  |
| Остальные гонки | 20 | 17 | 15 | 13 | 11 | 10 | 9  | 8  | 7  | 6  | 5  | 4  | 3  | 2  | 1  |

Победителем индивидуального рейтинга третий год подряд стал бельгиец Альфред Де Брюйн, сравнявшись по итоговым победам с Фердинандом Кюблером. Второе место занял ещё один бельгиец Рик ван Лой, третье — люксембуржец Шарли Голь.
Среди стран пятый год подряд первенствовала Бельгия, опередив занявшую второе место Италию на 303 очка. Это стало наибольшим разрывом за всю историю турнира между победителем и вторым местом.
Из-за разногласий между организаторами Вызова Дегранж-Коломбо сезон 1958 года стал последним в его истории. С 1959 года его заменил новый турнир Супер Престиж Перно (Super Prestige Pernod).

## Календарь
| №  | Дата               | Гонка                 | Победитель         |
| -- | ------------------ | --------------------- | ------------------ |
| 1  | 19 марта           | Милан — Сан-Ремо      | Рик ван Лой        |
| 2  | 30 марта           | Тур Фландрии          | Жермен Дерийке     |
| 3  | 13 апреля          | Париж — Рубе          | Леон Вандале       |
| 4  | 20 апреля          | Париж — Брюссель      | Рик ван Лой        |
| 5  | 26 апреля          | Флеш Валонь           | Рик Ван Стенберген |
| 6  | 27 апреля          | Льеж — Бастонь — Льеж | Альфред Де Брюйн   |
| 7  | 30 апреля — 15 мая | Вуэльта Испании       | Жан Стаблински     |
| 8  | 18 мая — 8 июня    | Джиро д’Италия        | Эрколе Бальдини    |
| 9  | 11 июня — 18 июня  | Тур Швейцарии         | Паскаль Форнара    |
| 10 | 26 июня — 19 июля  | Тур де Франс          | Шарли Голь         |
| 11 | 5 октября          | Париж — Тур           | Жильбер Десме      |
| 12 | 19 октября         | Джиро ди Ломбардия    | Нино Дефилиппис    |

## Итоговый рейтинг

### Индивидуальный
| №  | Гонщик             | Команда | Очки |
| -- | ------------------ | ------- | ---- |
| 1  | Альфред Де Брюйн   |         | 89   |
| 2  | Рик ван Лой        |         | 77   |
| 3  | Шарли Голь         |         | 76   |
| 4  | Мигель Побле       |         | 71   |
| 5  | Эрколе Бальдини    |         | 57   |
| 6  | Луисон Бобе        |         | 54   |
| 7  | Паскаль Форнара    |         | 51   |
| 8  | Рафаэль Джеминиани |         | 46   |
| 9  | Гастоне Ненчини    |         | 44   |
| 10 | Нино Дефилиппис    |         | 42   |

### Национальный
| №  | Страна     | Очки |
| -- | ---------- | ---- |
| 1  | Бельгия    | 655  |
| 2  | Италия     | 352  |
| 3  | Франция    | 282  |
| 4  | Испания    | 160  |
| 5  | Люксембург | 85   |
| 6  | ФРГ        | 32   |
| 7  | Нидерланды | 17   |
| 8  | Швейцария  | 15   |
| 9  | Австрия    | 2    |
| 10 | Ирландия   | 1    |